# Манайли
Манайли — река в России, протекает по Белорецкому и Гафурийскому районам Башкортостана. Правый приток Зилима.
Длина реки 21 км. Протекает в лесах Южного Урала. Берёт начало в 2 км к востоку от горы Манайлибаш на хребте Зильмердак в Белорецком районе. Несмотря на то, что исток находится к востоку от главного хребта, река в итоге течёт на запад. Устье по правому берегу Зилима выше (в 8 км южнее) деревни Толпарово, на территории природного парка «Зилим» в Гафурийском районе.
Населённых пунктов в бассейне реки нет.
Притоки (от устья): Агуй (пр), Карагайелга (лв), Смаил, Акбулат (оба пр), Бургат, Улуелга, Балаелга (все — лв), Исламсабай (пр).

## Данные водного реестра
По данным государственного водного реестра России относится к Камскому бассейновому округу, водохозяйственный участок реки — Белая от города Стерлитамак до водомерного поста у села Охлебино, без реки Сим, речной подбассейн реки — Белая. Речной бассейн реки — Кама.
Код водного объекта в государственном водном реестре — 10010200712111100018838.